# Цератопсиды
Цератопсиды (лат. Ceratopsidae) — семейство рогатых динозавров (цератопсов), живших во времена позднемеловой эпохи (82—66 млн лет назад). Растительноядные птицетазовые динозавры крупных размеров (от 4 до 8 м длиной), передвигавшиеся на четырёх конечностях. Почти все ископаемые остатки цератопсид обнаружены в западной части Северной Америки, которая в конце мелового периода представляла собой остров-континент Ларамидия. Как минимум один род, синоцератопс, известен из отложений Азии.
Согласно определению, принятому «Филокодексом», название Ceratopsidae соответствует наименьшей кладе (эволюционной группе), включающей Centrosaurus apertus, Ceratops montanus, Chasmosaurus belli и Triceratops horridus.

## Описание
Динозавры из этого семейства характеризуются наличием клюва, нескольких рядов зубов в задней части челюсти, а также были украшены рогами и другими наростами. Семейство делится на два подсемейства: хазмозаврины, как правило, имели характерные длинные, треугольные шипы вокруг воротника и хорошо развитые рога на лбу; у центрозаврин был хорошо развит носовой рог или носовой нарост, а также шипы на воротнике.
Эти рога и наросты помогали животным опознавать представителей своего вида. Их конкретное назначение не совсем ясно. Защита от хищников является одной из возможных целей — хотя рога хрупкие у многих видов — более вероятно, что, как и у современных копытных, они были вторичными половыми признаками и использовали в демонстрациях или для внутривидовой борьбы. Массивные наросты на черепах пахиринозавров и ахелозавров напоминают места крепления рогов у современных овцебыков, предполагается, что на месте этих наростов могли быть рога. Центрозаврины часто находились в массовых захоронениях костей нескольких видов, предполагается, что животные могли жить в большом стаде.

Размеры некоторых представителей цератопсид: центрозаврины слева, хазмозаврины справа

## Классификация
Термин цератопсиды впервые был введён О. Маршем (O. C. Marsh) в 1888 году. Прежнее значение таксона не сохранилось. В 2000 году Полом Серено (P. C. Sereno) было высказано мнение о монофилетичности данной группы.
- Семейство Цератопсиды (Ceratopsidae)
  - Ихнород Ceratopsipes
  - Подсемейство Центрозаврины (Centrosaurinae)
  - Подсемейство Хазмозаврины (Chasmosaurinae)

### Комментарии
1. ↑  Ещё один азиатский род, тураноцератопс, разными авторами считается либо представителем цератопсид[7][8], либо их близким родственником[6][9].